# Centre régional d'information et de coordination routières
Un Centre régional d'information et de coordination routières ou CRICR est un organisme interministériel français qui fait intervenir le ministère de l’intérieur, le ministère de la défense et le ministère de l'écologie.

## Missions
Il a pour missions :
- en situation normale :
  - de recueillir des données sur les conditions de trafic sur l'inter-région et d'assurer l'information des usagers
  - de donner un avis sur les mesures d'exploitation prévues lors de chantiers ou manifestations

- en situation de crise :
  - d'assurer la coordination de la circulation routière sous l'autorité du préfet de la zone de défense et de sécurité ainsi que l'information des médias et des usagers.

Les CRICR ont compétence sur tout le territoire couvrant une zone de défense et de sécurité. Ils développent également des échanges d'informations avec les pays et les provinces frontalières.

## Répartition
Il existe sept centres :
1. le CRICR Nord, situé à Villeneuve-d'Ascq, qui couvre les Hauts-de-France.
2. le CRICR Est, situé à Metz, qui couvre le Grand Est et la Bourgogne-Franche-Comté.
3. le CRICR Ouest, situé à Rennes, qui couvre la Normandie, la Bretagne, les Pays de la Loire et le Centre-Val de Loire.
4. le CRICR Sud-Ouest, situé à Bordeaux, qui couvre les régions Nouvelle-Aquitaine et l'ex-Midi-Pyrénées.
5. le CRICR Rhône-Alpes-Auvergne, situé à Lyon, qui couvre la région Auvergne-Rhône-Alpes.
6. le CRICR Méditerranée, situé à Marseille, qui couvre les régions Provence-Alpes-Côte d'Azur, l'ex-Languedoc-Roussillon et la Corse.
7. le CRICR Île-de-France, situé à Créteil, qui couvre l'Île-de-France.

## Organisation
Chaque CRICR est composé de trois divisions : une division « Police » et une division « Gendarmerie » qui dépendent du ministère de l'Intérieur, et une division « Transports » qui relève du ministère de l'écologie. Jusqu'en 2013, à l'exception de celle de Créteil, les divisions « Transports » faisaient partie, des Centres d'études techniques de l'Équipement (CETE). Depuis le 1er janvier 2014 et la création du CEREMA, qui absorbe les CETE, les divisions « Transports » sont toutes rattachées aux directions interdépartementales des Routes (DIR). 